# 사랑하는 아들의 심판
사랑하는 아들의 심판은 1972년 공개된 대한민국의 영화이다.

## 배역
- 문정숙
- 김진규
- 남궁원
- 신영일
- 김창숙
- 정욱
- 한은진
- 우연정
- 장혁
- 추석양
- 임해림
- 한명환
- 전숙
- 박예숙
- 석인수